# Bocchino di Semola
Il Bocchino di Semola (1.103 m s.l.m.) è un valico delle Alpi liguri situato al confine tra Liguria e Piemonte. Collega l'alta Val Tanaro con la Valle Arroscia.

## Descrizione

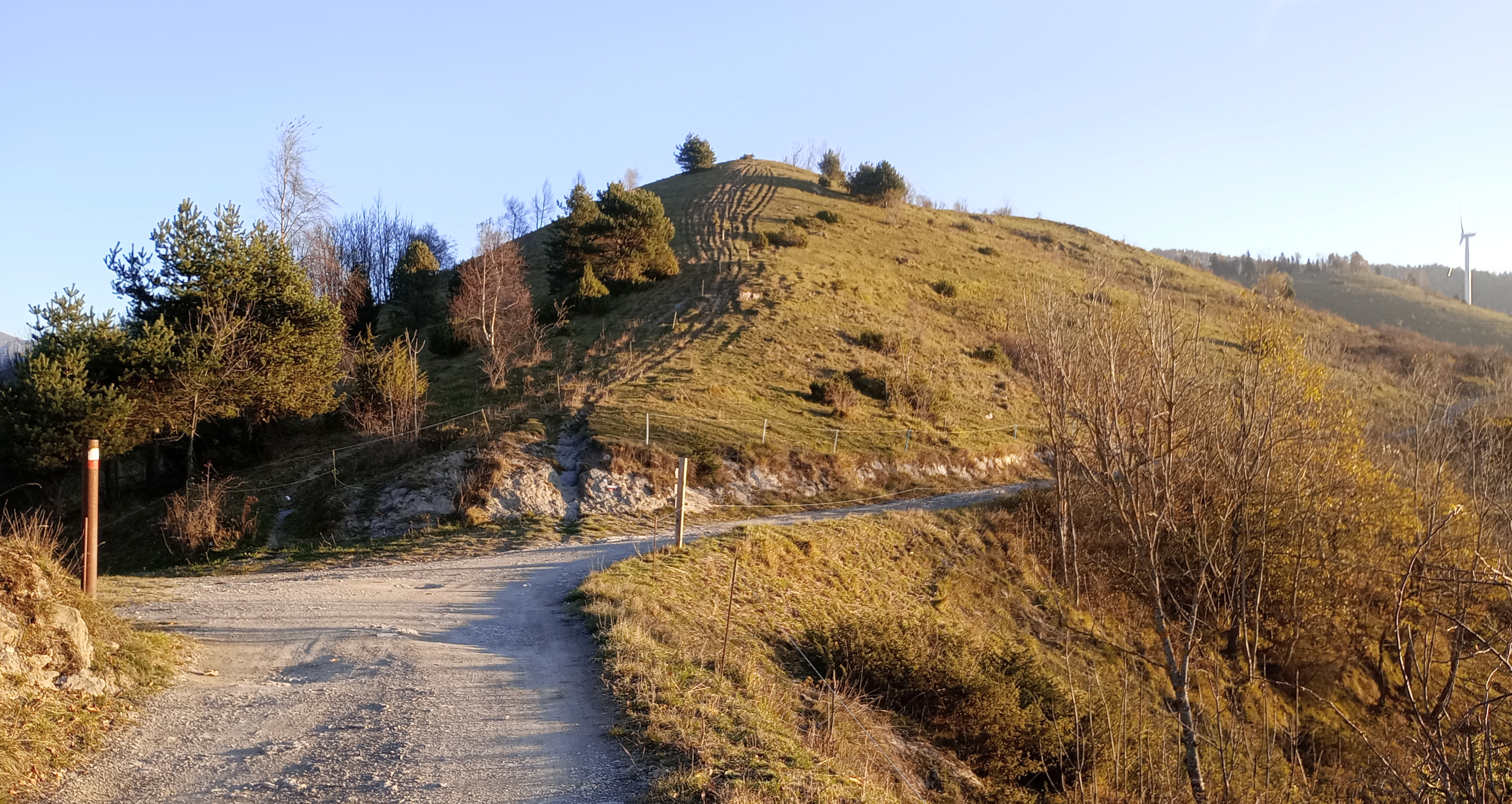
Il valico lato Valle Arroscia

Il colle si trova sulla catena principale alpina tra i bacini del Tanaro e dell'Arroscia (un tempo chiamato "Arrosia"), quest'ultimo tributario del Centa e quindi del Mar Ligure. Si apre tra il Bric Castagnino (1215 m, a nord-est) e il Monte Ariolo (1221 m, a ovest). Una strada sterrata che corre a mezza costa non lontano dal crinale lo collega a nord-est con il colle di Prale e a ovest con quello di San Bernardo d'Armo, a sua volta raggiungibile dal vicino colle di Nava grazie ad una stradina asfaltata. Una terza strada, non asfaltata, scende verso la Val Tanaro.

## Storia
Il colle costituì per secoli uno dei punti di transito tra la val Tanaro e il Ponente ligure ed era utilizzato da commercianti e viandanti, che sul versante ligure facevano tappa nel territorio di Armo. La zona del valico fu unteressata dagli scontri tra partigiani e truppe nazifasciste durante la Resistenza. In particolare vi operarono gli uomini al comando di Ramon, capo partigiano di origine vallesana che fu tra i Martiri della Foce.

## Escursionismo

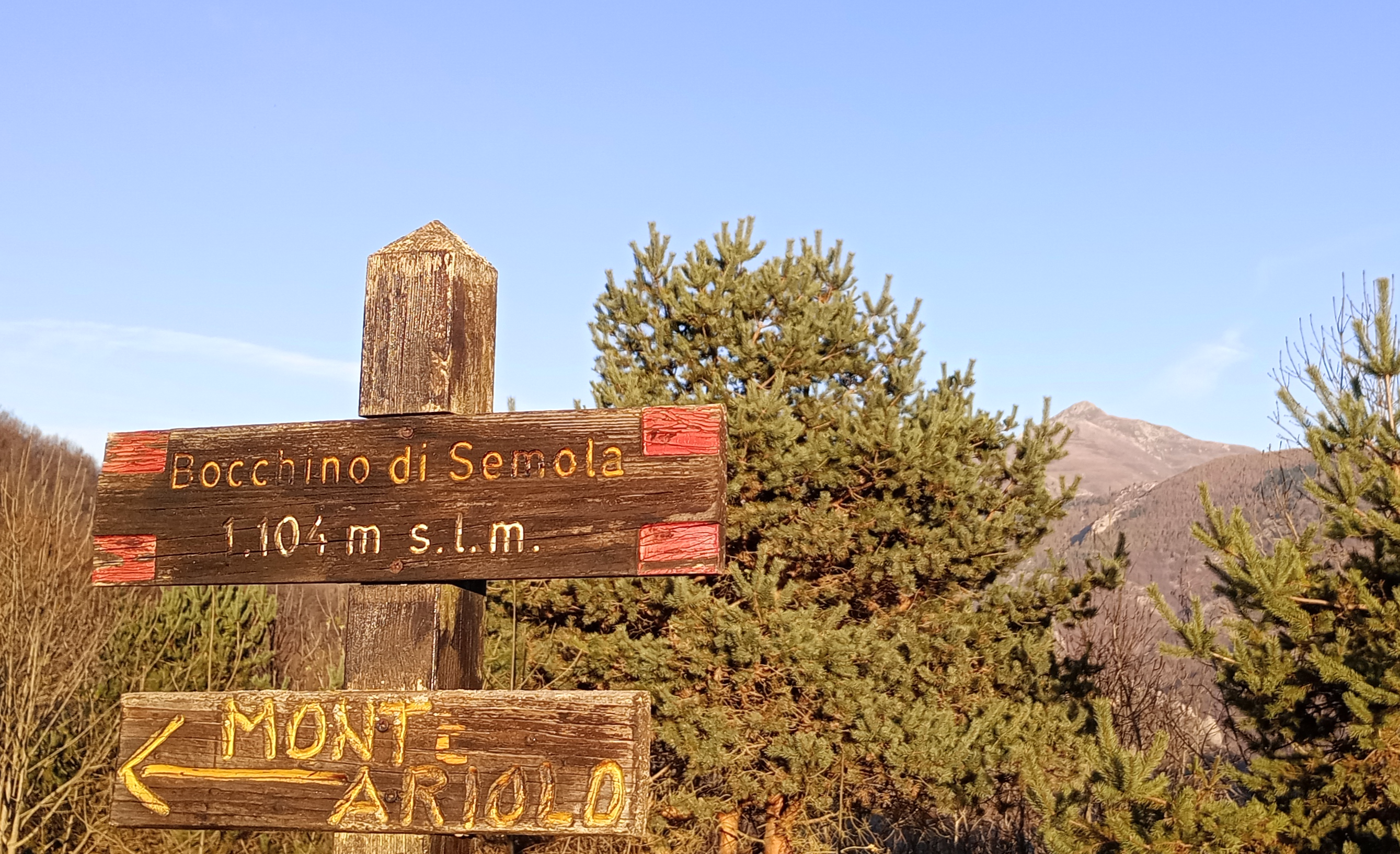
Segnalazioni escursionistice

Il Bocchino di Semola è raggiungibile per sentiero dal Colle di Nava. Si trova sul percorso della ottava tappa dell'Alta Via dei Monti Liguri.

## Ciclismo
Il colle è raggiungibile anche in bicicletta; lo sterrato che lo collega con il Colle di Prale e quello di San Bernardo d'Armo alterna tratti piuttosto duri ad altri in falsopiano, ed è in generale in buone condizioni.